# Episodi di Squidbillies (settima stagione)
La settima stagione della serie animata Squidbillies, composta da 6 episodi, è stata trasmessa negli Stati Uniti, da Adult Swim, dal 22 luglio al 26 agosto 2012.
In Italia la stagione è inedita.
| nº | Titolo originale                                 | Prima TV USA   |
| -- | ------------------------------------------------ | -------------- |
| 1  | Rusty and Tammi Sitting in a Tree, B-A-S-T-A-R-D | 22 luglio 2012 |
| 2  | Beware the Butt-Cutter                           | 29 luglio 2012 |
| 3  | Squidbilly Manfishing                            | 5 agosto 2012  |
| 4  | Green and Sober                                  | 12 agosto 2012 |
| 5  | The Legend of Kid Squid                          | 19 agosto 2012 |
| 6  | From Russia with Stud                            | 26 agosto 2012 |

## Rusty and Tammi Sitting in a Tree, B-A-S-T-A-R-D
- Diretto da: Jim Fortier e Dave Willis
- Scritto da: Jim Fortier e Dave Willis

### Trama
Rusty e Tammi stanno per avere un bambino e Early è di nuovo rinchiuso in prigione. Con Early che presto pagherà la cauzione, Tammi è molto preoccupata su come la prigione agirà nei suoi confronti e su quelli del suo bambino, quindi decide che quando uscirà non vorrà avere niente a che fare con lui. A peggiorare le cose c'è la mancanza di un vero lavoro da parte di Rusty, visto che al momento stanno pagando le loro spese mediche con dei maiali. Rusty decide di abbandonare il suo sogno di combattente in gabbia e decide di lavorare nel reparto gastronomia di Ball Mart. Tammi va in travaglio e mentre partorisce, Early riesce ad arrivare appena in tempo in ospedale. Sfortunatamente, Rusty non riesce ad arrivare in ospedale e, di conseguenza, perde la custodia di suo figlio.
- Altri interpreti: Brendon Small (dottore), Max Willis.
- Ascolti USA: telespettatori 1.199.000 – rating/share 18-49 anni.[1]
- Sigla: Elizabeth Cook.

## Beware the Butt-Cutter
- Diretto da: Jim Fortier e Dave Willis
- Scritto da: Casper Kelly, Jim Fortier e Dave Willis

### Trama
Un serial killer è a piede libero e lo sceriffo si rivolge al cittadino più stupido di Dougal County per chiedere aiuto.
- Ascolti USA: telespettatori 1.140.000 – rating/share 18-49 anni.[2]
- Sigla: Yelawolf.[3]

## Squidbilly Manfishing
- Diretto da: Jim Fortier e Dave Willis
- Scritto da: Jim Fortier e Dave Willis

### Trama
Early si fa fare una chirurgia plastica per migliorare la sua autostima.
- Guest star: Bill Mondy (badante).
- Altri interpreti: Shawn Coleman.
- Ascolti USA: telespettatori 1.157.000 – rating/share 18-49 anni.[4]
- Sigla: Lambchop.[5]
- Note: Il costume da bagno di Vice Danny è un riferimento a Cheyenne Cinnamon and the Fantabulous Unicorn of Sugar Town Candy Fudge.

## Green and Sober
- Diretto da: Jim Fortier e Dave Willis
- Scritto da: Jim Fortier e Dave Willis

### Trama
Lil diventa sobria e si allontana dalla famiglia.
- Guest star: Paleface, Grey Revell, Ellis Walden.
- Altri interpreti: Ned Hastings (Giudice), Shawn Coleman, Matt Foster (tatuatore), Lord Murkington Boyle.
- Ascolti USA: telespettatori 1.081.000 – rating/share 18-49 anni.[6]
- Sigla: Alabama Shakes.[7]
- Note: Il cappello da notte di Early è un riferimento a Cheyenne Cinnamon and the Fantabulous Unicorn of Sugar Town Candy Fudge.

## The Legend of Kid Squid
- Diretto da: Jim Fortier e Dave Willis
- Scritto da: Jim Fortier, Alan Steadman e Dave Willis

### Trama
Quando Rusty si prende la colpa per i crimini commessi da Early, Early diventa geloso dell'attenzione che riceve Rusty e commette un crimine che infuria l'intera contea.
- Guest star: Dave Stone (voce alla radio).
- Altri interpreti: Shawn Coleman, Doug Richards (reporter).
- Ascolti USA: telespettatori 1.010.000 – rating/share 18-49 anni.[8]
- Sigla: Gillian Welch & David Rawlings.[9]

## From Russia with Stud
- Diretto da: Jim Fortier e Dave Willis
- Scritto da: Jim Fortier e Dave Willis

### Trama
Lo sceriffo prende una moglie per corrispondenza russa, tuttavia lo abbandona prontamente per un uomo molto più attraente di lui.
- Guest star: Billie Reaves (madre dello sceriffo).
- Altri interpreti: Katie Girard (moglie per corrispondenza russa).
- Ascolti USA: telespettatori 1.132.000 – rating/share 18-49 anni.[10]
- Sigla: In Search of Sight.[11]